# Pred dežjem (film, 1994)
Pred dežjem (makedonsko Пред дождот, translit. Pred doždot) je makedonski dramski film iz leta 1994, ki ga je režiral in zanj napisal scenarij Milčo Mančevski. V glavnih vlogah nastpajo Katrin Cartlidge, Rade Šerbedžija, Grégoire Colin in Labina Mitevska. Glasbo je napisala in izvedla makedonska skupina Anastasia, ki je tudi izdala album s filmsko glasbo. Film sestavljajo tri prepletajoče se zgodbe, ki se dogajajo v Makedoniji in Londonu. Ukvarja se z etničnimi in verskimi koreninami sovraštva in nasilja na Balkanu ter mednarodnimi posledicami tragičnega regionalnega konflikta.
Film je bil premierno prikazan 1. septembra 1994 na Beneškem filmskem festivalu, kjer je skupaj s filmom Vive L'Amour osvojil glavno nagrado zlati lev. Na 67. podelitvi je bil kot prvi makedonski film nominiran za oskarja za najboljši tujejezični film. Osvojil je nagrade za najboljši tuji film argentinske zveze filmskih kritikov, Independent Spirit in Guldbagge ter posebno nagrado David di Donatello za najboljši neitalijanski film. Nominiran je bil še za nagradi Nastro d'Argento za najboljši tuji film in Grand Prix belgijske zveze filmskih kritikov. The New York Times ga je leta 1999 uvrstil na seznam tisočih najboljših filmov vseh časov. Nekateri kritiki in tudi filozof Slavoj Žižek so filmu očitali poenostavitev geopolitičnih konfliktov v stereotipne prilike za zahodne trge.

## Vloge
- Katrin Cartlidge kot Anne
- Rade Šerbedžija kot Aleksandar
- Grégoire Colin kot Kiril
- Labina Mitevska kot Zamira
- Jay Villiers kot Nick
- Silvija Stojanovska kot Hana
- Phyllida Law kot Annina mati
- Josif Josifovski kot oče Marko
- Kiril Ristoski kot oče Damjan
- Petar Mirčevski kot Zdrave
- Ljupčo Bresliski kot Mitre
- Igor Madžirov kot Stojan
- Ilko Stefanovski kot Bojan
- Suzana Kirandžiska kot Neda
- Katerina Kocevska kot Kate
- Abdurahman Shalja kot Zekir
- Vladimir Jačev kot Ali